# Mossowjet-Theater

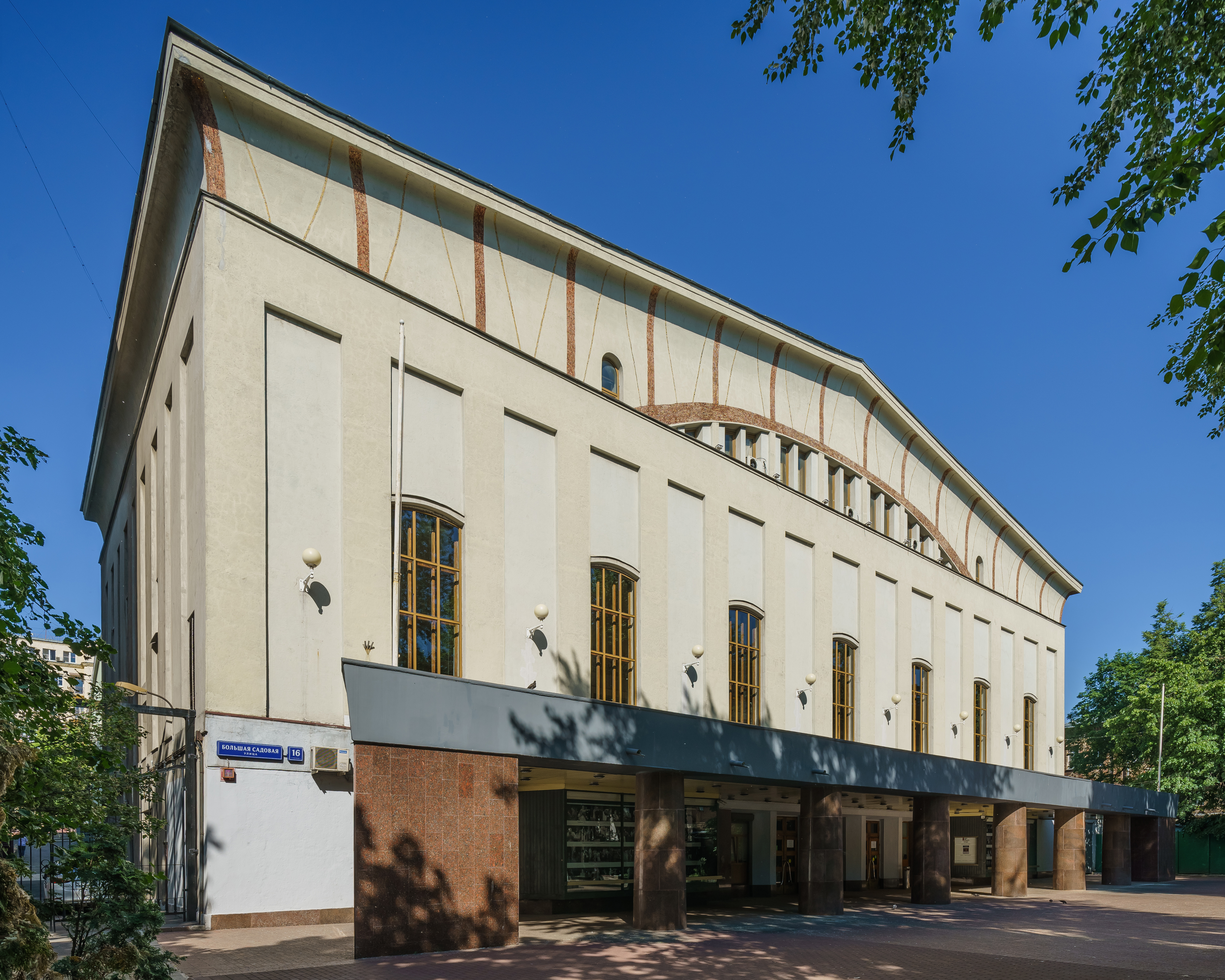
Das Theatergebäude, erbaut 1959

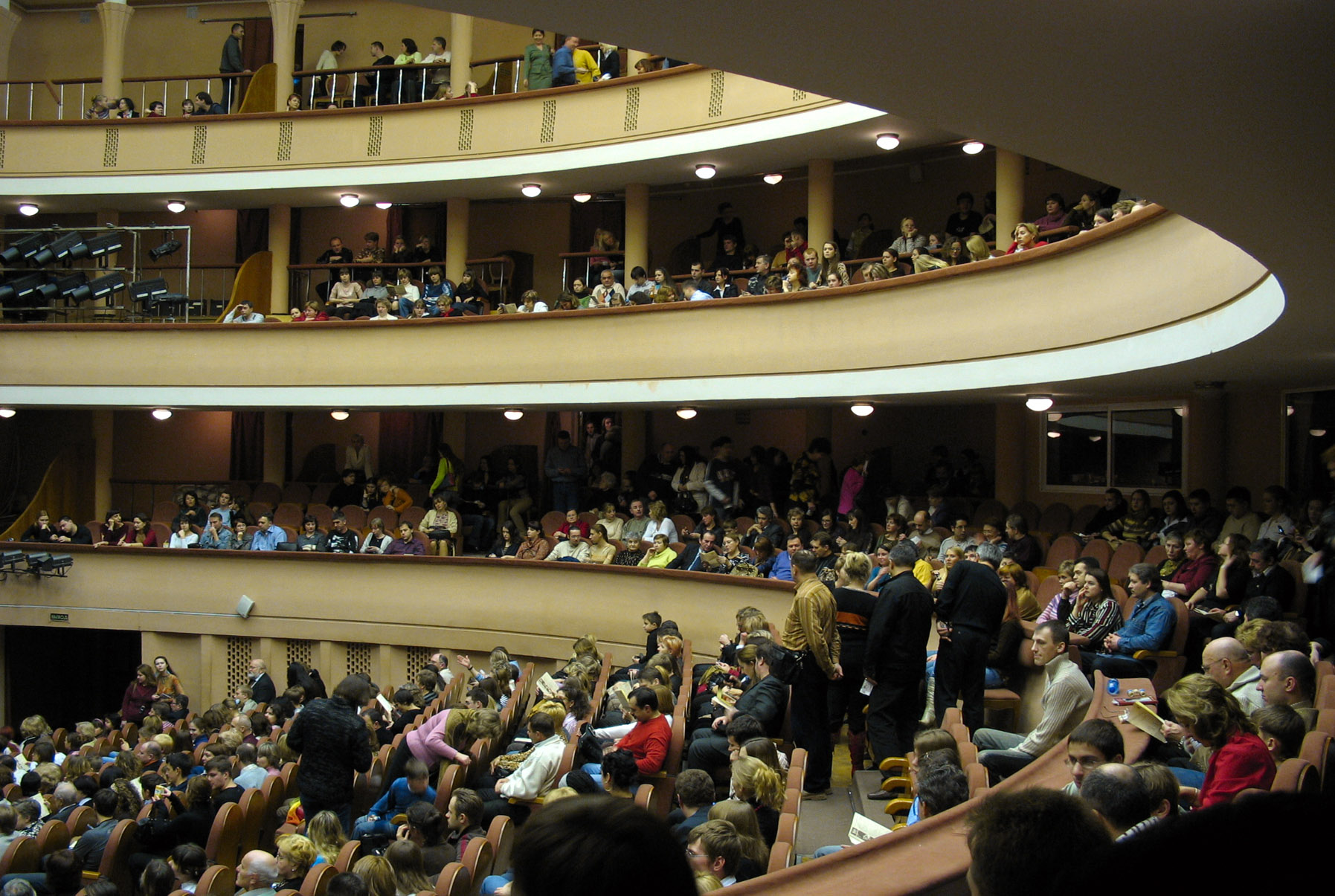
Interieur

Das Mossowjet-Theater (russisch Государственный Академический театр имени Моссовета, Staatliches akademisches Mossowjet-Theater) ist ein Theater in Moskau.

## Geschichte
Es wurde als Theater des Moskauer Gewerkschaftsbundes (MGSPS) 1923 mit der Aufführung eines Stückes von Leonid Andrejew unter Regisseur S. Prokofjew eröffnet. Man spielte von Beginn an neue sowjetische Stücke wie beispielsweise Sturm von Wladimir Bill-Belozerkowski 1964 erhielt es den Ehrentitel Akademisches Theater. Im April 1968 fand dort die Premiere von Ansichten eines Clowns von Heinrich Böll als Theaterstück statt. Von 1985 bis zu seinem Tode 2016 war Pawel Ossipowtisch Chomski als Regisseur und künstlerischer Leiter tätig. Im Mai 2010 hatte die Komödie Nach Moskau! Nach Moskau! des  Regisseurs Frank Castorf im Rahmen des Internationalen Tschechow-Festivals Weltpremiere.

## Auszeichnungen
Das Theater erhielt:
- 1949 Orden des Roten Banners der Arbeit
- 1964 den Ehrentitel Akademisches Theater[5]
- 1973 Leninorden